# Oficina salitrera Pedro de Valdivia
La Oficina salitrera Pedro de Valdivia es un poblado cercano a Tocopilla que data de 1930. Junto a ella se encuentran las oficinas salitreras José Francisco Vergara, Coya Sur y María Elena (antigua Coya Norte).
En el año 1911, Guggenheim Brothers compró Chuquicamata y desarrolló esa gigantesca mina de cobre, bajo la conducción del ingeniero Elías Antón Cappelen Smith. Durante más de una década, Cappelen estudió la tecnología de la industria salitrera y diseñó un nuevo método para extraer y purificar el caliche patentado como Sistema Guggenheim, aplicado por primera vez en 1926 en la Oficina Salitrera María Elena. 
La oficina fue inaugurada en el año 1931. En 1965, la empresa pasó a poder de la Soquimich. 
A comienzos de 1996 esta oficina fue despoblada debido a la alta contaminación emitida por la planta salitrera, aunque su maquinaria continúa funcionando; es así como toda las personas del campamento fueron trasladadas hacia localidades cercanas, principalmente, la Oficina Salitrera María Elena.

## Ubicación

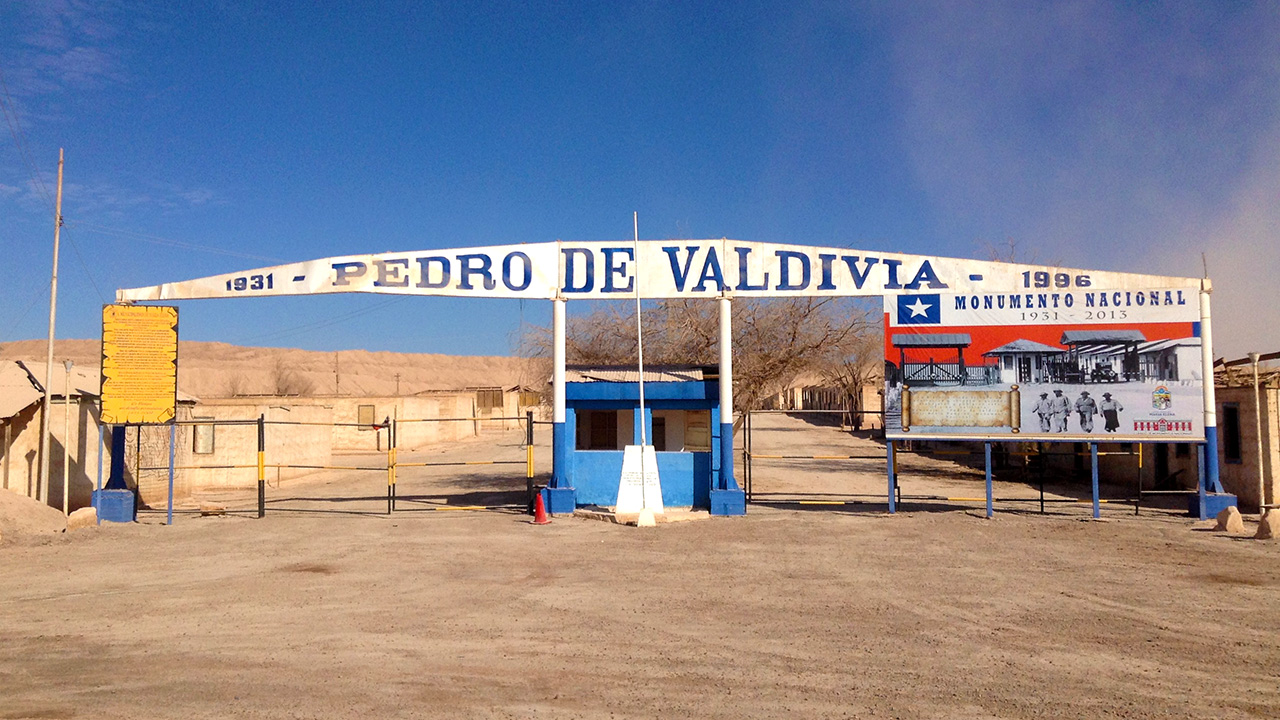
Pórtico de la oficina salitrera.

La Oficina salitrera Pedro de Valdivia se ubica en la zona denominada el cantón de El Toco, a 60 kilómetros al este de la ciudad de Tocopilla, capital de la provincia del mismo nombre, en la región de Antofagasta. Fue inaugurada en el año 1931 y terminó en 1996.
El cantón de El Toco comprende el llano de la Paciencia por el sur, la pampa del Miraje al centro y la pampa Negra por el norte, comprendiendo una extensión total de 100 km.
Las oficinas pertenecientes al cantón de El Toco son: Iberia, Gruta, Prosperidad, Rica Aventura, Buena Esperanza, Empresa y Toco, en la Pampa Negra; María Elena (Coya Norte), Coya Sur y Francisco Vergara, en la Pampa del Miraje; y, Pedro de Valdivia, en el denominado llano de la Paciencia.

## Construcción
La construcción de la oficina salitrera Pedro de Valdivia, la última oficina salitrera en levantarse, se inicia el 5 de enero de 1930.
Su primera elaboración de salitre se produce en 6 de junio de 1931, quedando dicho día (6 de junio) como el 'Día de Pedro de Valdivia', declarado por resolución comunal, el cual se celebra cada año el día domingo más cercano a ese día.
En la construcción de esta magna obra, que tuvo una duración de 16 años, trabajaron 6.374 obreros y 454 empleados. Para la habitación de toda esta población se habilitó campamento provisorio, el cual fue construido de calaminas y maderas, construcción que demoró desde el 5 de enero al 1 de julio de 1930. Este campamento estaba compuesto por 8 viviendas colectivas, cada una de 20 piezas cada una, y por 3 fondas.
Para los empleados había 2 staff de 22 piezas cada uno y un comedor.
Contaba también con una pulpería, oficinas administrativas, hospital y un pequeño reten de carabineros.
De ese campamento quedan algunos recintos que hacen recordar el otro Pedro de Valdivia; aquel Pedro de Valdivia desconocido.
En sus inicios el campamento semejaba una “L”,  formada por las avenidas Diego de Almagro, que bajaba desde la puerta de entrada a las faenas hasta la avenida Bernardo O´Higgins y ésta, con la cual formaba un ángulo recto que indicaba el comienzo de la misma, y que terminaba en la que luego, al seguir creciendo la oficina, sería la avenida Los Dones.
Los Pasajes Ossa y Puelma, hechos de construcción sólida en 1931, fueron habitados por los obreros solteros; a continuación de la Comisaría de Carabineros, se ubicaban los denominados pasajes Lautaro, Aconcagua, Caupolicán y Coya.
Las calles Balmaceda y Pedro Montt fueron las primeras en ser construidas, aledañas al denominado el sector de los Ripios desde el número 1 al 28. El resto de las calles en construir fueron calle O´Higgins del número 1 al 13, calle Almagro del número 1 al 16, calle Washington del número 10 al 22, calle San Martín del número 9 al 21 y los recintos Cancha de tenis, Cancha de básquetbol, Cancha de rayuela, Gimnasio, Auditórium y Piscina de empleados.
Se siguió con la construcción de la calle San Martín del número 49 al 79, las calles Lord Cochrane, Bolívar y Portales. A continuación el sector comercial y oficinas públicas: tiendas (denominadas concesiones), Correos de Chile, Oficina de Registro Civil y Gabinete de Identificación; detrás de las tiendas de concesiones, las calles Los Cardos, María Elena y Cecilia; Avenida Bernardo O´higgins hasta Avenida Los Dones, Angamos e Independencia. Además de construyeron los Staff Nºs 4 y 5, que eran habitaciones colectivas para empleados solteros, el estadio de Fútbol, el Parque Libertad, más conocido como "El Tiro al Blanco, y, a un costado, la Cancha de Golf.
En Pedro de Valdivia existieron 27 calles, pasajes y avenidas que llevaron el nombre de ilustres personajes de la vida nacional. Sin embargo, los nombres de estas calles tienen como particularidad que recordaban el nombre de otras oficinas salitreras pertenecientes a la misma compañía dueña de la Oficina Salitrera Pedro de Valdivia.
Entre las construcciones más importantes podemos mencionar:
1. Los pasajes.
2. El campamento “A”. Denominado campamento americano, el cual era habilitado por los supervisores (empleados superiores o plana mayor, como se llamaba en aquella época).
Este sector estaba compuesto por tres tipos de habitaciones:
A. Los chalets tipo A, B y C, construcción sólida, de originales líneas arquitectónicas de idénticas formas, diferían en el tamaño y en que los chalets tipo a tenían un dormitorio más y chimenea en el living.

### Hospital
Contiguo a la iglesia fue construido en diciembre de 1931, de construcción sólida, tiene un original estilo arquitectónico. En sus inicios contaba con 2 salas para enfermos (damas y varones), un policlínico, sala para dentista, un pabellón para operaciones, formación y maternidad. Luego Fue creciendo, según fue aumentando la población.

### La iglesia
Ubicada en una pequeña colina, de construcción sólida, hermosas líneas arquitectónicas y bellos ventanales. Su interior sobrio pero elegante especialmente por la utilización de gran cantidad de madera pino Oregón en distintos sectores, lo que da un toque especial al recinto.
Fue construida en el año 1931. Anteriormente los oficios religiosos se realizaban en una casa habitación ubicada en la avenida Bernardo O`higgins.
Hoy en día el mantenimiento y cuidado de la iglesia está a cargo y al cuidado de la Sociedad Religiosa Osada del Carmen fundada en Pedro de Valdivia en el año 1969, siendo partícipe en dicho recinto cada agosto, mes en que se celebra la Tirana Chica en María Elena, acudiendo a visitar las tierras pampinas dedicando sus danzas sagradas.

### Teatro de Pedro de Valdivia
El primer Teatro de la Oficina fue inaugurado el 1 de diciembre de 1934 en la intersección de las avenidas Diego de Almagro y Bernardo O'Higgins. Le llamaban “teatro de lata” por sus construcción de calaminas y maderas. Desapareció a raíz de un incendio en 1936. Por esta razón se construyó a un costado de la plaza un impresionante edificio, un nuevo teatro con capacidad para 800 personas sentadas.
Su interior presenta un excelente diseño y elegantes cortinajes y en lo alto de su frontis, con enormes letras de concreto se lee: Teatro Pedro de Valdivia.

### La Escuela
De sólida construcción, fue inaugurada el 18 de septiembre de 1932. Está ubicada frente a la plaza del pueblo.
La escuela primaria está ubicada en el centro de la oficina, frente a la plaza, en el sector central. Construcción sólida de concreto y originales líneas arquitectónicas, nacida oficialmente en la ex oficina Curicó. Al paralizar este centro salitrero fue trasladada en sus aspectos legales a Pedro de Valdivia. En el patio interior la campana que anuncia la entrada a clases y recreos, como una inscripción que dice:
“oficina Aconcagua”, ya que esta fue traída de esa oficina cuando ésta paralizó sus labores.
La escuela inició su labor con el comienzo de Pedro de Valdivia. Como ésta oficina estuvo paralizada dos años, reabrió sus puertas el 1 de octubre de 1934 con una matrícula total de 491 alumnos: 243 mujeres y 248 hombres. En el año 1986 paso a manos de la municipalidad de María Elena.

### La Social
La asociación social y deportiva está ubicada en el centro de la oficina, frente a la plaza (centro cívico), de sólida construcción y originales líneas arquitectónicas concentraba en su interior un salón de baile y piscina para obreros. En su parte posterior “la casa de limpieza”, por donde debía pasar obligatoriamente todo recién llegado a la oficina por razones higiénicas y sanitarias. En el frontis, dos peluquerías y los baños públicos; a la izquierda sección damas y a la derecha para varones, con duchas y tinas para baños con agua caliente o fría, según la estación del año.
Este edificio fue construido entre el 1 de junio de 1930 y el 21 de noviembre de 1930.

### La Pulpería
La pulpería fue el centro comercial característico de las salitreras, ya que en todas hubo una.
Pulpería proviene de pulpo: núcleo central con varias ramificaciones, en el caso de Pedro de Valdivia se ubica en el centro frente a la plaza de armas colinda con la escuela en el centro cívico. Construcción de idénticas características a la escuela, contaba con diversas secciones como: Abarrotes, recova, tienda, zapatería, rotisería, carnicería, confitería, perfumería, paquetería y cantina.

### La Plaza
El centro de la oficina la conforma la plaza con diversos edificios a su alrededor. De planta rectangular, consta de un quiosco central y en sus inicios de 4 glorietas o pequeños kioscos octogonales en sus esquinas (en la actualidad queda uno, que fue transformado para la venta de diarios y revistas). La plaza está rodeada por la escuela básica, el edificio de la ex pulpería, el teatro y el liceo industrial.
El quisco central, de características arquitectónicas similares a los demás oficinas (tipo de construcción que se dio solamente en las salitreras, por lo tanto muy original), entre otras cosas, se utilizaba para las retretas que daba una banda de músicos (conocida a veces en Chile como orfeón) , organizada en octubre de 1934 y compuesto por un director y 11 músicos.

## Producción de la oficina
En 1924, Guggenheim Bros. compró al Fisco chileno los terrenos del salar del Miraje, para inaugurar la oficina María Elena, en 1926, y Pedro de Valdivia, en 1931. Ambas plantas fueron gigantescas comparadas con las oficinas salitreras de la época y alcanzaron una producción conjunta de 1.220.000 ton/año, trabajando caliches de baja ley y a menor costo. Como resultado de esta nueva tecnología, en 1930 Guggenheim Bros. absorbió al Grupo Lautaro Nitrate Co., propietario de salitreras del Cantón Central, para formar la Anglo Lautaro Nitrate Co.
Pedro de Valdivia fue la primera en sufrir una paralización debido a la crisis mundial que se desarrolló en los años 30, ya que no funcionó entre noviembre de 1932 y agosto de 1934.
Esos dos años de cese de funciones no le dejaron fuera de carrera, ya que el 23 de agosto de 1934 la mina envía sus primeros carros cargados de caliche a los molinos. Ese día se procesaron cerca de 820 toneladas de mineral.[cita requerida]

## Aniversario de Pedro de Valdivia
Luego del cierre definitivo del campamento en el 1996, los pampinos tuvieron que ser trasladados a localidades cercanas, no obstante, el primer sábado del mes de junio vuelven a Pedro de Valdivia para celebrar su reencuentro y organizar presentaciones artísticas de los pedrinos de todo Chile todo el día. Este día hay una gran afluencia de turistas y visitantes que quieren conocer la historia de las salitreras.